# District de Marakwet
Pour les articles homonymes, voir Marakwet.
Le district de Marakwet (anglais : Marakwet District) (swahili : Wilaya ya Marakwet) était un district de la province de la Vallée du Rift, au Kenya. Il fut créé en 1994 par division de l'ancien district d'Elgeyo-Marakwet, l'autre partie devenant le district de Keiyo. Le chef-lieu était Kapsowar. Les  140 629 habitants appartenaient principalement à une tribu du groupe kalenjin, les Marakwet.
En 2009, il fut, lui aussi, divisé en deux pour former les districts de Marakwet East et de Marakwet West.
Depuis 2010, uni avec l'ancien district de Keiyo, ces deux districts constituent le comté d'Elgeyo-Marakwet, un des 47 comtés du Kenya créés par la nouvelle Constitution.

## Divisions administratives
Le district (wilaya) fut créé dès l'indépendance du Kenya en 1963 mais s'appelait alors district d'Elgeyo-Marakwet. En 1994, il est divisé en deux pour créer les districts de Marakwet et de Keiyo.
| Divisions administratives entre 1994 et 2009 |            |           |
| Division                                     | Population | Chef-lieu |
| Chebiemit                                    | 18 559     | Chebiemit |
| Kapcherop                                    | 39 328     | Kapsowar  |
| Kapsowar                                     | 19 647     | Kapsowar  |
| Kapyego                                      | 11 452     | Kapyego   |
| Tirap                                        | 23 311     |           |
| Tot                                          | 17 744     | Tot       |
| Tunyo                                        | 10 588     |           |

En 2009, il est divisé en deux et disparait en tant que district. Les nouveaux districts correspondent aux circonscriptions électorales. À savoir : 
- district de Marakwet East, chef-lieu Tot ;
- district de Marakwet West, chef-lieu Kapsoar.

## Circonscriptions électorales
Depuis 1994, le district était constitué de deux circonscriptions électorales (Constituencies). Il était donc représenté par 2 députés (Members of Parliament ou MP) au parlement national qui compte 224 membres.

Les députés élus en 2007 sont :
- Marakwet East : Mme Linah Jebii Kilimo (KENDA) ;
- Marakwet West : M. Kaino Boaz Kipchuma (ODM).

## Personnalités liées au district
Beaucoup de coureurs de fond kényans viennent de ce district, notamment Moses Kiptanui, Reuben Kosgei, Ezekiel Kemboi et Richard Chelimo ou encore Silas Kiplagat.